# 东海证券
东海证券股份有限公司，简称东海证券，是经中国证监会批准的全国性综合类证券公司，注册地为江苏省常州市。

## 历史
公司前身是1993年成立于江苏省常州市成立的常州证券公司。2015年7月27日，东海证券在全国中小企业股份转让系统挂牌交易。2016年6月24日，东海证券进入全国中小企业股份转让系统创新层。
在证监会公布的2016年证券公司分类结果中，东海证券被评为A级。
2020年7月，江苏省纪委监委宣布，东海证券原董事长朱科敏涉嫌严重违纪违法，接受纪律审查和监察调查。2020年调整管理层后，东海证券逆势反弹，当年营业收入22.69亿元，较上年同期增长38.23%，实现归属于挂牌公司股东的净利润4.39亿元，较上年同期增长788.26%。受此影响，2021年7月24日，中国证券监督管理委员会发布《2021年证券公司分类结果》，其中东海证券被评为A级，与2020年的CC级有巨幅提升。